# Louis Liger
Louis Liger, né à Auxerre (Yonne) en février 1658 et mort à Guerchy (Yonne) le 6 novembre 1717, est un agronome français.

## Biographie
Il « a publié un grand nombre d’ouvrages utiles, quoique médiocres, sur les différentes parties de l’agriculture. » « On ne sait rien des particularités de sa vie, qui s’écoula probablement au milieu des champs ; il est connu par les nombreux ouvrages qu’il a composés sur l’agriculture et le jardinage, ouvrages médiocres, mais utiles, souvent réimprimés, et qui ont été de quelque secours à une époque où on s’occupait si peu de traiter ces matières. »
Outre la Nouvelle Maison rustique, qui connaît de nombreuses éditions au cours du siècle et dont la matière est puisée dans la Maison rustique de Charles Estienne et Jean Liébault, Louis Liger a écrit des ouvrages sur les jardins, sur les chevaux, et deux dictionnaires d’économie rurale.

## Publications
- Oeconomie générale de la campagne, ou Nouvelle maison rustique, Paris, Charles de Sercy, 1700 ; Amsterdam : Henri Desbordes, 1701, 2 vol. en ligne. Cet ouvrage connaîtra un succès considérable et sera réimprimé durant tout le XVIIIe siècle sous le titre de Nouvelle Maison rustique (13e édition en 1804). Tous les sujets rustiques sont traités ici : la basse-cour, les abeilles, les chevaux, le bétail, l'agriculture, les étangs et rivières, les arbres fruitiers, la taille et la greffe, le potager, la vigne (choix des terres, exposition, plantation, variétés, travaux du viticulture, vendanges, vins, cidre, poiré, verjus...). Le dernier livre traite de la cuisine : recettes de viandes, gibiers et volailles, légumes, confitures et conserves de fruits, pâtisserie, etc. Suivent 9 chapitres sur la chasse au cerf, sanglier, lièvre, renard, lapin, loup, daim et chevreuil[2].
- Dictionnaire général des termes propres à l’agriculture, avec leurs définitions et étymologies, pour servir d’instruction à ceux qui souhaiteront se rendre habiles en cet Art, Paris, Damien Beugnié, 1703, in-12, 377 p. ; réimprimé plusieurs fois
- Le jardinier fleuriste ou culture universelle des fleurs, arbres, arbustes et arbrisseaux servant à l'embellissement des Jardins, 1704 ; 1717 (« nouvelle édition revue, corrigée et augmentée considérablement, avec beaucoup de planches en taille douce du fond Claude Prudhomme »)
- Nouveau théâtre d’agriculture et ménage des champs, Paris, 1712, in-8o ; Paris : D. Beugnié, 1713, 2 vol. in-12, ou in-4o, 740 p. ; 1721, in-4o ; Paris : au Palais, chez Damien Beugnié, 1723, in-4o, 740 p.
- Dictionnaire [pratique] du bon ménager de campagne et de ville, qui apprend généralement la manière de nourrir, élever & gouverner, tant en santé que maladies, toutes sortes de Bestiaux, Chevaux & Volailles, de sçavoir mettre à son profit tout ce qui provient de l’Agriculture ; de faire valoir toutes sortes de Terres, Prez, Vignes & Bois ; de cultiver les Jardins, tant Fruitiers, Potagers, que Jardins Fleuristes ; de conduire les Eaux, & faire généralement tout ce qui convient aux Jardins d’ornement..., Paris : chez Pierre Ribou, 1715, 2 vol. in-4o, 436 et 400 p. ; Paris : chez Pierre Ribou, 1721-1722, 2 parties en 1 vol. in-4o ; Paris : Ve de P. Ribou, 1722, 2 vol. in-4o ; ‘édition considérablement augmentée’ par M. La Chesnaye des Bois en 1751
- Amusemens de la campagne, ou Nouvelles ruses innocentes qui enseignent la manière de prendre aux pièges toutes sortes d'oiseaux et de bêtes à quatre pieds, avec les plus beaux secrets de la pêche dans les rivières et étangs, et un traité général de toutes les chasses, Paris, Claude Prudhomme, 1709

### Éditions modernes
- Des Fumiers et autres amendemens, par le sieur Liger, Paris, G.L.M., 1955 extrait de La nouvelle maison rustique, Paris chez Saugrain fils, 1740
- Présages de l'agriculture, par le sieur Liger, Paris, G.L.M., 1955 extrait de La nouvelle maison rustique, Paris chez Saugrain fils, 1740